# رامیل اسلامف
رامیل اسلامف (ازبکی: Ramil Islomov؛ روسی: Рамиль Исламов زادهٔ ۲۱ اوت ۱۹۷۳) کشتی‌گیر سابق ازبکستانی-روسیه‌ای است که در دسته‌های ۵۸ و ۶۳ کیلوگرم کشتی آزاد فعالیت می‌کرد. اسلامف یک مدال نقره (۱۹۹۷) و یک برنز (۱۹۹۹) را از  مسابقات قهرمانی کشتی جهان و یک مدال نقرهٔ بازی‌های آسیایی (۱۹۹۸) را کسب کرده است. او همچنین برندهٔ دو مدال طلا (۱۹۹۵، ۲۰۰۰) و یک نقره (۱۹۹۹) از مسابقات قهرمانی کشتی آسیا است. او در دو دورهٔ بازی‌های المپیک ۱۹۹۶ آتلانتا و ۲۰۰۰ سیدنی برای ازبکستان به رقابت پرداخت که موفق به کسب مدال نشد.